# José Salomé Acosta
José Salomé Acosta är en ort i Mexiko.   Den ligger i kommunen Santiago Papasquiaro och delstaten Durango, i den centrala delen av landet, 900 km nordväst om huvudstaden Mexico City. José Salomé Acosta ligger 1 680 meter över havet och antalet invånare är 194.
Terrängen runt José Salomé Acosta är huvudsakligen kuperad, men söderut är den platt. José Salomé Acosta ligger nere i en dal. Runt José Salomé Acosta är det mycket glesbefolkat, med 6 invånare per kvadratkilometer. Närmaste större samhälle är Los Herrera, 8,9 km sydväst om José Salomé Acosta. Trakten runt José Salomé Acosta består i huvudsak av gräsmarker.